# Moses Ashley Curtis
Pour les articles homonymes, voir Curtis.
Moses Ashley Curtis est un botaniste et un mycologue américain, né le 11 mai 1808 à Stockbridge dans le Massachusetts et mort le 10 avril 1872 à Hillsborough.

## Biographie
Il est le fils de Jared Curtis et de Thankful née Ashley. Il est diplôme au William College en 1827. Il se marie le 3 décembre 1834 avec Mart de Rosset. Il est ordonné prêtre de l’église épiscopale en 1835 et devient missionnaire en Caroline du Nord jusqu’en 1837.
De 1837 à 1839, il enseigne à l’école de l’église épiscopale de Raleigh. De 1841 à 1847, Curtis est pasteur à Hillsboro, puis à Society Hill jusqu’en 1856, avant de revenir à Hillsboro où il exerce jusqu’à sa mort.
Durant ses nombreux voyages en Caroline du Nord, il étudie les plantes et particulièrement les champignons. Il est notamment l’auteur de la troisième partie, consacrée à la botanique, de Natural History Survey of Noth America.